# 格林里奇 (伊利諾伊州)
格林里奇（英語：Greenridge）是位於美國伊利諾伊州馬庫平縣的一個非建制地區。該地的面積和人口皆未知。

## 地理
格林里奇的座標為39°25′10″N 89°47′40″W / 39.41944°N 89.79444°W，而該地的平均海拔高度為187米（即614英尺）。